# Psaliodes crotona
Psaliodes crotona là một loài bướm đêm trong họ Geometridae.